# Ahmed Alaaeldin
Ahmed Alaaeldin (arabski: أحمد علاء الدين; urodzony 31 stycznia 1993 roku w Ismailii)  – piłkarz występujący na pozycji napastnika w Al-Gharafie i katarskiej reprezentacji narodowej.

## Życie prywatne
Ojciec Ahmeda Alaaeldina był egipskim inżynierem budownictwa lądowego, który w 2003 przeprowadził się ze swoją rodziną do Kataru. Ahmed miał wówczas 10 lat.

## Kariera klubowa
Profesjonalną karierę piłkarską rozpoczął w 2010 roku, kiedy dołączył do Al-Rajjan SC. Podczas 56 występów strzelił 5 goli. W 2017 roku przeniósł się do Al-Gharafa.
| Lata         | Drużyna      | Liczba występów | Gole |
| ------------ | ------------ | --------------- | ---- |
| 2010–2017    | Al-Rajjan SC | 56              | 5    |
| 2017–obecnie | Al-Gharafa   | 91              | 27   |

## Kariera w reprezentacji
Od 2013 gra w reprezentacji Kataru. Wystąpił w 47 meczach i strzelił 2 gole.
Brał udział w Mistrzostwach Świata w Piłce Nożnej 2022, jednak na boisku spędził tylko 5 minut w jednym meczu, pozostałe przesiedział na ławce rezerwowych.